# ارناودویل (لوئیزیانا)
ارناودویل (به انگلیسی: Arnaudville) شهری در ایالت لوئیزیانا کشور ایالات متحده آمریکا است که جمعیت آن در سرشماری سال ۲۰۱۰ میلادی، ۱٬۰۵۷ نفر بوده‌است.